# Laeops clarus
Laeops clarus är en fiskart som beskrevs av Fowler, 1934. Laeops clarus ingår i släktet Laeops och familjen tungevarsfiskar. Inga underarter finns listade i Catalogue of Life.